# Facundo Gago
Facundo Gago (Quilmes, Buenos Aires, 15 de mayo de 1996) es un baloncestista argentino que se desempeña como base en Villa San Martín de La Liga Argentina. Es hermano del también baloncestista Mariano Gago. 

## Trayectoria

### Clubes
| Club                       | País      | Año             |
| -------------------------- | --------- | --------------- |
| Lanús                      | Argentina | 2014 - 2016     |
| Petrolero                  | Argentina | 2016 - 2017     |
| Tiro Federal (M)           | Argentina | 2017 - 2018     |
| Rocamora                   | Argentina | 2018 - 2019     |
| Libertad                   | Argentina | 2019 - 2020     |
| Quilmes                    | Argentina | 2020 - 2022     |
| CAO Ceres                  | Argentina | 2022 - 2023     |
| Santiago Morning Quilicura | Chile     | 2023            |
| La Unión de Colón          | Argentina | 2023 - 2024     |
| Salta Basket               | Argentina | 2024 - 2025     |
| Villa San Martín           | Argentina | 2025 - Presente |